# Могильщик одноцветный
Могильщик одноцветный, (Nicrophorus concolor) — вид жуков-мертвоедов из подсемейства могильщиков.

## Описание
Длина тела 24-40 мм. Окраска однотонная чёрная. Плечи надкрылий в очень коротких волосках чёрного цвета. Булава антенн широкая, двуцветная — вершинные членики коричневого окраса. Переднеспинка широкая, щитовидная, с боков и с основания округленная. Задние голени изогнутые, конечный выступ заострен. Важным отличительным признаком вида является отсутствие шипов и волосков на вершинном срезе задней голени.

## Ареал
Дальний Восток России, Китай, Корейский полуостров и Японские острова.

## Биология
Являются некрофагами: питаются падалью как на стадии имаго, так и в личиночной стадии. Жуки закапывают трупы мелких животных в почву (за что жуки и получили своё название «могильщики») и проявляют развитую заботу о потомстве — личинках, подготавливая для них питательный субстрат. В случае отсутствии основного пищевого источника описаны случаи факультативного хищничества либо же питания гниющими растительными остатками и грибами.